# Podił Kijów
Podił Kijów (ukr. Хокейний клуб «Поділ» Київ) – ukraiński klub hokejowy z siedzibą w Kijowie.

## Historia
Chronologia nazw:
- 2004: Berkut Browary (ukr. «Беркут» (Бровари))
- 2009: Berkut Kijów (ukr. «Беркут» (Київ))
- 2010: Podił Kijów (ukr. «Поділ» (Київ))
- 2011: klub rozwiązano

Klub został założony w 2004 jako Berkut Browary.
W sezonach 2005/06 oraz 2006/07 występował w ukraińskiej Wyższej Lidze. W 2009 przeniósł się do Kijowa i zmienił nazwę na Berkut Kijów. 4 września 2010 roku pierwszy wiceprezes klubu Serhij Łewcow ogłosił, że od nowego sezonu zespół będzie występował pod nazwą Podił Kijów.
14 lutego 2011 r. okazało się, że z powodu braku środków hokejowy klub nie będzie kontynuował udziału w hokejowych mistrzostwach Ukrainy w sezonie 2010/11. Klub oficjalnie powiadomił Federację Hokejową Ukrainy o wycofywaniu się z mistrzostw i rozwiązaniu zespołu, a sam klub przestał istnieć.

## Sukcesy
- Srebrny medal mistrzostw Ukrainy: 2007